# The Devil Dancer
The Devil Dancer és una pel·lícula muda dirigida per Fred Niblo i protagonitzada per Gilda Gray i Clive Brook. Pel seu treball en aquesta pel·lícula, “The Magic Flame” i “Sadie Thompson”, George Barnes va ser nominat a l'Oscar a la millor fotografia en la seva primera edició. Estrenada el 19 de novembre de 1927, es considera una pel·lícula perduda. Durant el rodatge, la pel·lícula va canviar tres cops de director: la va començar Alfred Raboch que fou substituït per Lynn Shores que era el seu ajudant i finalment l’acabà Fred Niblo que fou l’únic que constà als crèdits de la pel·lícula.

## Argument
La dona d’un missioner assassinat dona a llum en un monestir de l'Himàlaia i després mor. La filla, és anomenada Takla, i criada pels monjos que la consagren a un déu diabòlic per al qual és entrenada a dansar. 25 anys després la noia continua al monestir sota la cura de Tana. Sada, l’anterior ballarina del temple és sorpresa amb un monjo, els dos són condemnats a ser enterrats vius i Takla és nomenada la nova muller del déu. Quan s’ha de celebrar el ritu és rescatada per Stephen Althestan, un aventurer anglès que s'enamora d'ella. En arribar a la ciutat, la seva germana, disgustada amb l'elecció del seu germà, organitza el segrest de Takla per part d’un grup d'actors de carrer musulmans liderats per Hassim. Takla accepta anar amb ells doncs li expliquen que el segrest l’ha organitzat Althestan que se sent avergonyit de les seves maneres salvatges. Poc després Takla s’escapa amb Beppo perquè de Hassim la vol seduir. Althestan la busca i finalment la troba a Dehli on també hi apareixen Hakim i el lama Sadik que se la volen endur. Al final s’aclareixen els malentesos i els amants són reunits.

## Repartiment
- Gilda Gray (Takla)
- Clive Brook (Stephen Athelstan)
- Anna May Wong (Sada)
- Serge Temoff (Beppo)
- Michael Vavitch (Hassim)
- Sōjin Kamiyama (Sadik Lama)
- Anne Schaefer (Tana)
- Albert Conti (Arnold Guthrie)
- Martha Mattox (Isabel)
- Kalla Pasha (Toy)
- James B. Leong (el Gran Lama)
- William H. Tooker (Lathrop)
- Claire Du Brey (Audrey)
- Nora Cecil (Julia)
- Barbara Tennant (la dona blanca)
- Herbert Evans
- Jack Harvey
- Uraji Yamakawa
- Clarissa Selwynne